# Новогригорівська сільська рада (Арбузинський район)
Новогриго́рівська сільська́ ра́да — сільська рада, територія якої відноситься до складу Арбузинського району Миколаївської області, Україна. Центром сільради є село Новогригорівка. Населення сільради 391 особа. Землі Новогригорівської сільської ради становлять 186,2 га. Під ставками і водоймами 13,8 га., зелена зона 46,2га. Новогригорівська сільська рада працювала з 1920 по 1959 роки, відновлено її роботу у 1990 році.

## Населені пункти
Сільській раді підпорядковані населені пункти:
- с. Новогригорівка

До 2014 року до складу сільради входило село Шевченко, зняте з обліку[джерело?].

## Склад ради
Рада складається з 12 депутатів та голови.
- Голова ради: Воронцова Тетяна Іванівна
- Секретар ради: Заремба Олена Іванівна

### Сільські голови
1. Кондратюк Олександр Миколайович (1990–1998)
2. Білявська Ніна Василівна (1998–2006)
3. Папіровська Світлана Валеріївна (2006–2010)
4. Заремба Олена Іванівна (2010)
5. Воронцова Тетяна Іванівна (з 2010)[2]

### Депутати

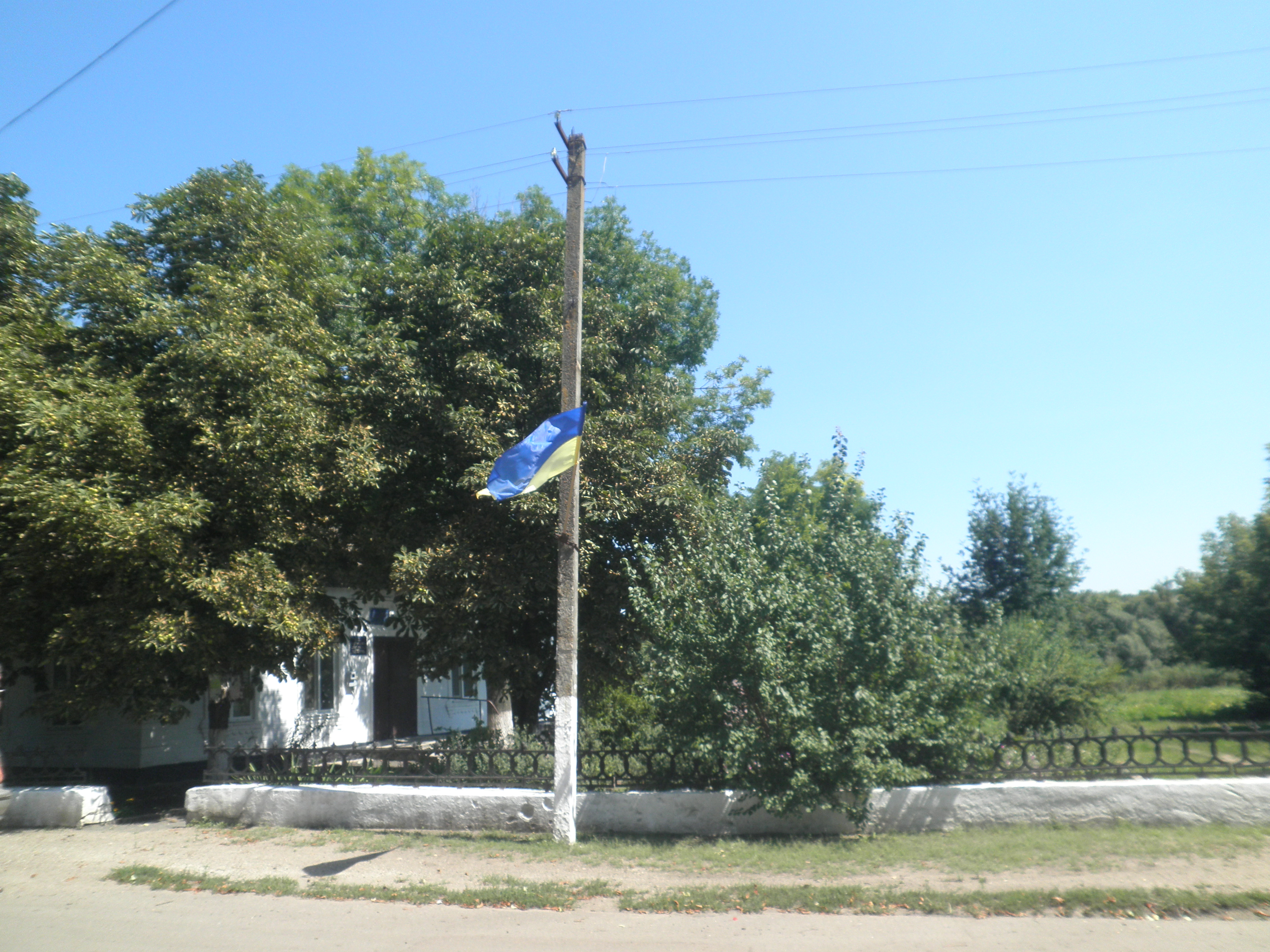
Новогригорівська сільська рада

За результатами місцевих виборів 2010 року:
- Кількість депутатських мандатів у раді — 12
- Кількість депутатських мандатів, отриманих кандидатами у депутати за результатами виборів — 12

#### За суб'єктами висування
| Суб'єкт висування      | Кількість обраних депутатів | %    |
| ---------------------- | --------------------------- | ---- |
| Партія регіонів        | 9                           | 75   |
| Самовисування          | 2                           | 16,7 |
| Аграрна партія України | 1                           | 8,3  |

#### За округами
| № округу               | Прізвище, ім'я, по батькові    | Дата визнання обраним | Освіта         | Партійна приналежність                        | Відомості про обраного депутата                            |
| ---------------------- | ------------------------------ | --------------------- | -------------- | --------------------------------------------- | ---------------------------------------------------------- |
| Аграрна партія України |                                |                       |                |                                               |                                                            |
| 7                      | Білявський Микола Анатолійович | 03.11.2010            | Освіта вища    | член Аграрної партії України                  | Одноосібник                                                |
| Партія регіонів        |                                |                       |                |                                               |                                                            |
| 1                      | Санковська Жанна Анатоліївна   | 03.11.2010            | Освіта вища    | член Партії регіонів                          | Новогригорівський фельдшерсько-акушерський пункт, фельдшер |
| 2                      | Попіль Сергій Іванович         | 03.11.2010            | Освіта середня | член Партії регіонів                          | тимчасово не працює                                        |
| 3                      | Курдіна Оксана Вікторівна      | 03.11.2010            | Освіта вища    | член Партії регіонів                          | Новогригорівська загальноосвітня школа, вчитель            |
| 4                      | Тимченко Сергій Станіславович  | 03.11.2010            | Освіта середня | член Партії регіонів                          | тимчасово не працює                                        |
| 5                      | Демчик Володимир Володимирович | 03.11.2010            | Освіта середня | член Партії регіонів                          | тимчасово не працює                                        |
| 6                      | Туренко Олександр Григорович   | 03.11.2010            | Освіта середня | член Партії регіонів                          | тимчасово не працює                                        |
| 8                      | Діденко Володимир Миколайович  | 03.11.2010            | Освіта вища    | член Партії регіонів                          | Новогригорівська загальноосвітня школа, директор           |
| 10                     | Кодратюк Любов Миколаївна      | 03.11.2010            | Освіта вища    | член Партії регіонів                          | Новогригорівська загальноосвітня школа, кухар              |
| 11                     | Прийменко Володимир Петрович   | 03.11.2010            | Освіта середня | член Партії регіонів                          | ФГ «АСИАН», механізатор                                    |
| Самовисування          |                                |                       |                |                                               |                                                            |
| 9                      | Заремба Олена Іванівна         | 03.11.2010            | Освіта середня | позапартійна                                  | Новогригорівська сільська рада, секретар                   |
| 12                     | Віденко Микола Вікторович      | 03.11.2010            | Освіта середня | член Всеукраїнського об'єднання «Батьківщина» | Новогригорівська загальноосвітня школа, кочегар            |